# Abd el-Kader
Abd el-Kader, född 1807 nära Muaskar, död 1883 i Damaskus , var en berömd arabisk ledare i Algeriet. 

## Biografi
Abd el-Kader var yngste sonen i en marbutfamilj, som räknade sina anor från de fatimidiske kaliferna, och utbildades av sin far, Sidi-el-mahiddin, till präst. På grund av sin stora begåvning och sitt anseende bland landsmännen förföljdes Abd el-Kader av dejen av Alger, som traktade efter hans liv. Han flydde därför till Kairo, där han fullföljde sina studier och först kom i kontakt med europeisk kultur. 
Sedan fransmännen 1830 intagit Alger och störtat dejen, återvände Abd el-Kader till sitt hemland och blev av flera arabiska stammar vald till emir av Maskara. Som sådan ledde han arabernas försvarskamp mot fransmännen 1832-1847 med krigisk talang. Fastän oftast slagen, framträdde han dock åter i spetsen för nya skaror och underlade sig stammarna mellan Maskara och havet, över vilket välde, i den mån det omfattade en del av västra Alger med Maskara som huvudstad, fransmännen efter lidna nederlag måste (1834) erkänna Abd-el-kader som härskare under franske konungens länshöghet. 
Abd el-Kader förnyade kriget mot fransmännen redan 1835. General Trézel förlorade 28 juni samma år slaget vid Makta, och i december samma år förstördes Maskara av Algers nye guvernör, marskalk Clauzel, men Abd el-Kader tillfogade general d'Arlanges 25 april 1836 ett nederlag vid Tafna, vilket jämte andra motgångar för fransmännen ledde till en fred i Tafna (30 maj 1837), då det förra området jämte provinserna Oran och Titeri erkändes lyda under Abd el-Kader. 
Över sitt sålunda erkända område utövade denne en kraftig och reformerande förvaltning. Han underlade sig också alla stammar i väster och söder om sitt område, ned till öknen. Men 1839 bröt kriget igen ut, föranlett i synnerhet av hans landsmäns religiösa fanatism, som Abd el-Kader eggade genom att predika det "heliga kriget" mot de otrogna fransmännen. Med general Bugeauds övertagande av befälet fick fransmännen 1841 avgjort överhanden. Abd el-Kader flydde in på marockanska området. De trupper sultanen av Marocko sände till hans hjälp blev slagna (1844) av Bugeaud vid floden Isly, varefter fred slöts mellan Frankrike och Marocko. 
Abd el-Kader utdrevs ur Marocko av sultanen Abd ar-Rahman, som fruktade för sin tron, in på det franska området, varest han av general Lamoricière togs till fånga (22 december 1847), mot löfte att med sin familj bli förd i frihet till Egypten eller Syrien. Men franska regeringen uppfyllde inte fördraget, utan höll honom och hans familj i fångenskap ända till 1852, då han frigavs och bosatte sig i Brussa i Mindre Asien. Där vistades han, tills en jordbävning 1855 föranledde honom att slå sig ned i Damaskus. 
Åtnjutande en fransk pension av 100 000 francs tillbringade han där sina dagar i lugn, varunder han dock flera gånger besökte Konstantinopel, Paris och London samt företog pilgrimsfärd till Mecka. Abd el-Kader beskyddade de kristna under drusernas svåra förföljelser mot dem 1860. 
Om hans vetenskapliga begåvning vittnar ett av honom på arabiska författat verk av religionsfilosofiskt innehåll, Rappel à l'intelligent, avis à l'indifférent, översatt till franska av Dugat (1858). Hans söner åtnjöt fransk pension och inträdde i osmansk tjänst.